# Duarte Lobo

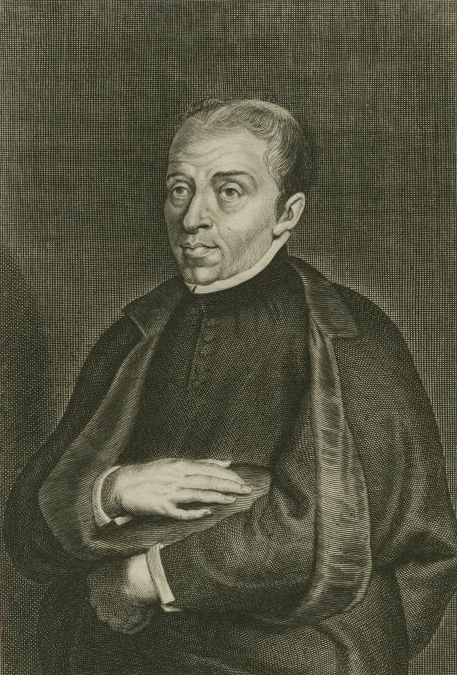
Duarte Lobo.

Duarte Lobo, född cirka 1565 i Alcáçovas, död 24 september 1646 i Lissabon, var en portugisisk tonsättare under senrenässansen och ungbarocken. Han var en av de mest ansedda portugisiska kompositörerna av sin tid, tillsammans med Filipe de Magalhães och Manuel Cardoso. Alla tre hade studerat för Manuel Mendes. Dessa tonsättare representerar den portugisiska polyfona musikens gyllene era.
Endast litet är känt om hans liv. Han föddes i Alcáçovas i Alentejo i södra Portugal. Han var som pojke sångare i Évora där han kom att studera för Manuel Mendes. Hans första anställning var som mestre de capela i katedralen i Évora. Någon gång före 1589 blev han maestro di cappella vid Hospital Real i Lissabon. 1591 utnämndes han till mestre de capela i katedralen i Lissabon, där han var kvar till 1639.
Även om hans levnadsbana sträckte sig in i den tidiga barocken var han som kompositör konservativ, och följde de gamla renässansmästarna i spåren. Särskilt Palestrinas polyfoni utgjorde en avgörande influens på hans produktion. 